# Meš-he
Meš-he (sumersko Meš-he) je bil deseti lugal (kralj) Prve uruške dinastije, ki je vladal sredi 26. stoletja pr. n. št., * ni znano, † 2552 pr. n. št. 
O njem je zelo malo znanega. Seznam sumerskih kraljev ga umešča za En-nun-tarah-ano in mu pripisuje 36 let vladanja. Njegov naslednik je bil Melem-ana. Njegova zgodovina in zgodovina njegovih naslednikov še ni povsem pojasnjena.

## Vir
- В.В. Эрлихман. Древний Восток и античность. Правители Мира. Хронологическо-генеалогические таблицы по всемирной истории в 4 тт. Т. 1.

| Meš-he Prva uruška dinastijaRojen: ni znano Umrl: 2552 pr. n. št. |                                              |                      |
| Vladarski nazivi                                                  |                                              |                      |
| Predhodnik: En-nun-tarah-ana                                      | Kralj Sumerije okoli 26. stoletja pr. n. št. | Naslednik: Melem-ana |
| Predhodnik: En-nun-tarah-ana                                      | Ensi Uruka okoli 26. stoletja pr. n. št.     | Naslednik: Melem-ana |